# 이바일로
이바일로(불가리아어: Ивайло)는 불가리아의 반란 지도자이자 황제(차르)이다. 1277년 그는 농민 봉기를 주도하였으며, 귀족들로 하여금 그를 황제로 인정하도록 하였다. 그는 1278년에서 1279년까지 황제로 재위하였고, 비잔티움 제국과 몽골을 상대로 승리를 거두었으나 국내 귀족들의 반발로 인해 몽골로 망명하였고, 얼마 뒤 암살당했다.

## 생애
이바일로는 도브루자 지역의 돼지치기 출신이었다. 당시 도브루자를 포함한 북동부 불가리아 지방은 킵차크 칸국에게 약탈당하고 있었고, 이바일로는 몽골의 침입을 격퇴하고자 하는 마음을 먹었다. 1277년 이바일로는 이를 실행에 옮겨 당시 상황에 불만을 품던 사람들을 모았다. 그의 부하들 중에는 후에 비잔티움 제국에 포로로 잡힌 후 귀순하는 흐라니슬라프 등이 포함되어 있었다. 당시 불가리아의 황제 콘스탄틴 티흐는 이를 진압하려 하였으나 실패하였고, 이바일로는 자신이 직접 차르를 죽였다. 이바일로는 불가리아의 다른 지역들도 점령하였으나, 수도 터르노보에서 법적 황제 미하일 아센 2세와 그의 모친 마리아 칸타쿠제나의 저항에 부딪혔다.
이바일로의 성공은 비잔티움 제국의 황제 미카일 8세를 자극하였고, 미카일 8세는 비잔티움 제국에 있던 아센 왕가의 후손 이반 아센 3세를 자신의 딸 이레네와 결혼시켜 새로운 차르로 내세웠다. 이는 이바일로와 마리아 칸타쿠제나의 동맹을 유발하여, 이바일로는 그녀와 결혼한 후 1278년 불가리아의 황제로 인정받았다. 비록 이바일로는 폭력적인 남편임이 밝혀졌지만, 그는 이반 아센 3세의 공격을 성공적으로 막아내었다. 이바일로는 몽골의 침입에 대해 초기에는 성공을 거두었으나, 1279년 몽골의 대군에게 드러스터르의 요새에 포위되었다.  이바일로가 죽었다는 헛소문이 퍼지자 터르노보는 패닉에 빠졌고, 이반 아센 3세에게 항복하여 그를 황제로 인정하였다. 이반 아센 3세가 황제가 된후 마리아 칸타쿠제나와 미하일 아센 2세는 비잔티움 제국으로 추방당했다.
얼마 후 이바일로는 몽골군의 포위를 뚫고 터르노보로 돌아왔으나 함락시키는데는 실패했다. 하지만 그는 데비나와 발칸 가도에서 비잔티움의 구원병을 연달아 격파하였다. 1280년 이반 아센 3세는 터르노보로 도망쳤고, 게오르기 테르테르가 새로운 차르로 옹립되었다. 그는 일시적으로 귀족들을 통합하였고, 이바일로는 점진적으로 세력을 잃었다. 1280년 그는 몽골의 노가이 칸에게 망명하여 도움을 요청하였다. 노가이는 처음에는 그를 환영하였으나, 결국은 그를 암살하였다.
마르크스주의 역사가들은 이바일로의 반란을 유럽사 최초의 위대한 농민 반란으로 묘사하였다. 다른 카리스마적인 지도자들과 같이, 이바일로는 전설적인 존재로 살아남아 13세기와 14세기의 발칸, 특히 비잔티움 제국의 영토에서 가짜 이바일로들이 주도하는 봉기가 일어나기도 하였다.

## 같이 보기
- 이바일로의 난
- 불가리아의 군주

## 참고 문헌
- John V. A. Fine, Jr., The Late Medieval Balkans, Ann Arbor, 1987.

| 전임 콘스탄틴 1세와 미하일 아센 2세 | 제2차 불가리아 제국의 차르 1278년 ~ 1279년 | 후임 이반 아센 3세 |